# ヨーゼフ・シュテファン

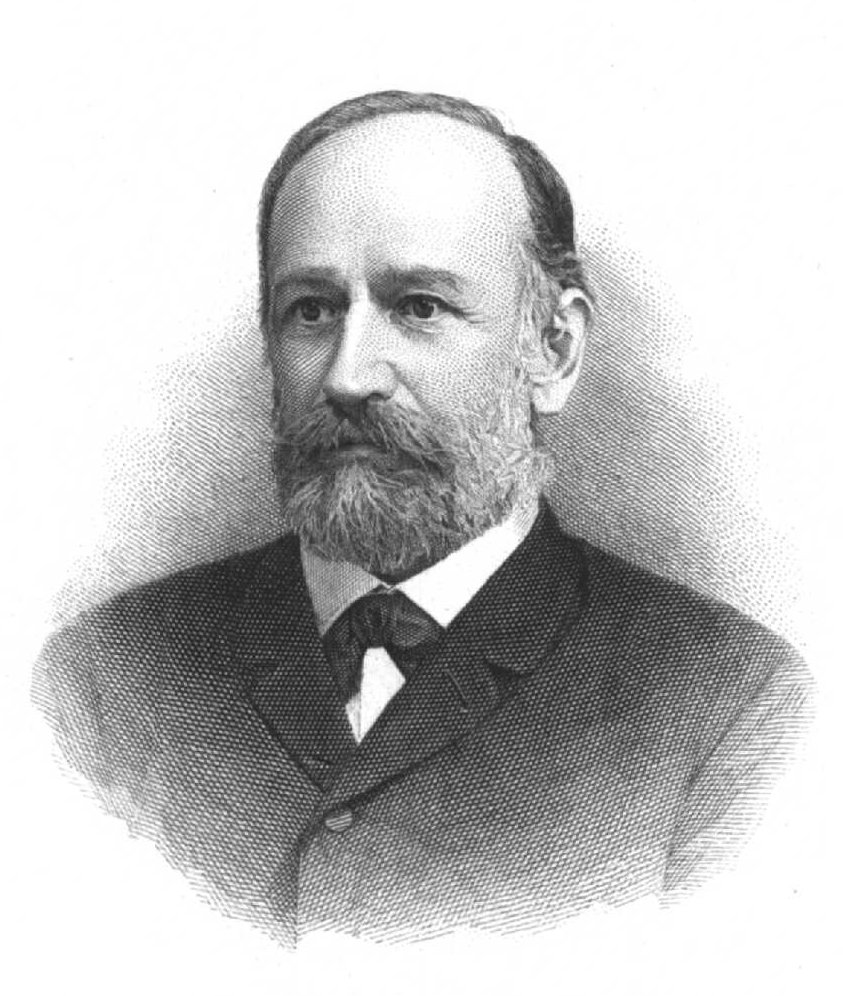
Josef Stefan

ヨーゼフ・シュテファン、ヨジェフ・ステファン（Joseph Stefan （スロベニア語表記 Jožef Štefan）, 1835年 3月24日 - 1893年 1月7日）はオーストリアのスロベニア人の物理学者、数学者、詩人である。

## 生涯
オーストリア・ハンガリー帝国、ケルンテン地方の今日クラーゲンフルト（スロベニア語でツェロヴェツ Celovec）市の一部になっているザンクト・ペーター・バイ・エーベンタール St. Peter bei Ebenthal（スロベニア語でスヴェティ・ペテル Sveti Peter）の豊かではない家に生まれたが、学校の成績が優れていたので進学でき、1853年ウィーン大学に進んで数学と物理学を学んだ。
一方1848年のウィーン革命の時代に青年期を送り、学生時代にはスロベニア語で詩を作り出版している。ウィーン大学で物理を教え1866年からウィーン大学の物理学部長になり、ウィーン科学アカデミーの副代表などになった。
ウィーン科学アカデミーの紀要などに80編ばかりの論文を発表したが最もよく知られている業績は黒体からの放射量に関する法則で、1879年に発表した。
黒体からの放射量がj* が温度の4乗に比例することをあきらかにした。:
{\displaystyle j^{\star }=\sigma T^{4}}
これは弟子のボルツマンが理論的な解析を行ったためステファン・ボルツマンの法則と呼ばれる。この関係から太陽の表面温度を初めて測定し5430℃の値をえた。
その他に気体の熱伝導、蒸発、拡散の分野などにも業績をあげている。

## ステファンの名前を残している事柄
- ステファン問題 (Stefan problem)
- ステファン流
- ヨージェフ・ステファン研究所